# إيميليو كوردوفا
إيميليو كوردوفا Emilio Córdova (ولد في 8 يوليو 1991 في ليما) لاعب شطرنج بيروفي يحمل لقب أستاذ كبير.

## ألقاب
- نال لقب أستاذ كبير عام 2008.

## إنجازات
- لعب باسم بيرو في العديد من أولمبيادات الشطرنج منهم عام 2004، 2006، 2010، 2014 و2016.
- تأهل لكأس العالم للشطرنج عام 2017، وهزم أمام ريتشارد رابورت المجري في الجولة الأولى.

## تصنيف
- بلغ في تصنيف إيلو 2606 نقطة في يناير 2018.

## روابط خارجية
- إيميليو كوردوفا على موقع الاتحاد الدولي للشطرنج (الإنجليزية)
- إيميليو كوردوفا على موقع مباريات الشطرنج (الإنجليزية)
- إيميليو كوردوفا على موقع 365Chess.com (الإنجليزية)
- إيميليو كوردوفا على موقع Chesstempo.com (الإنجليزية)
- إيميليو كوردوفا على موقع الاتحاد الأمريكي للشطرنج (الإنجليزية)
- إيميليو كوردوفا سجل أولمبياد الشطرنج على موقع OlimpBase.org (الإنجليزية)